# Hakusensha
Hakusensha (株式会社白泉社, Kabushiki kaisha Hakusensha) est une maison d'édition japonaise, spécialisée dans la diffusion de mangas.
Hakusensha est fondée en 1973 par la maison d'édition Shūeisha. Désormais indépendante, elle forme aujourd'hui, avec une dizaine d'autres maisons d'édition, le keiretsu Hitotsubashi, l'un des plus grands acteurs du marché de l'édition au Japon.

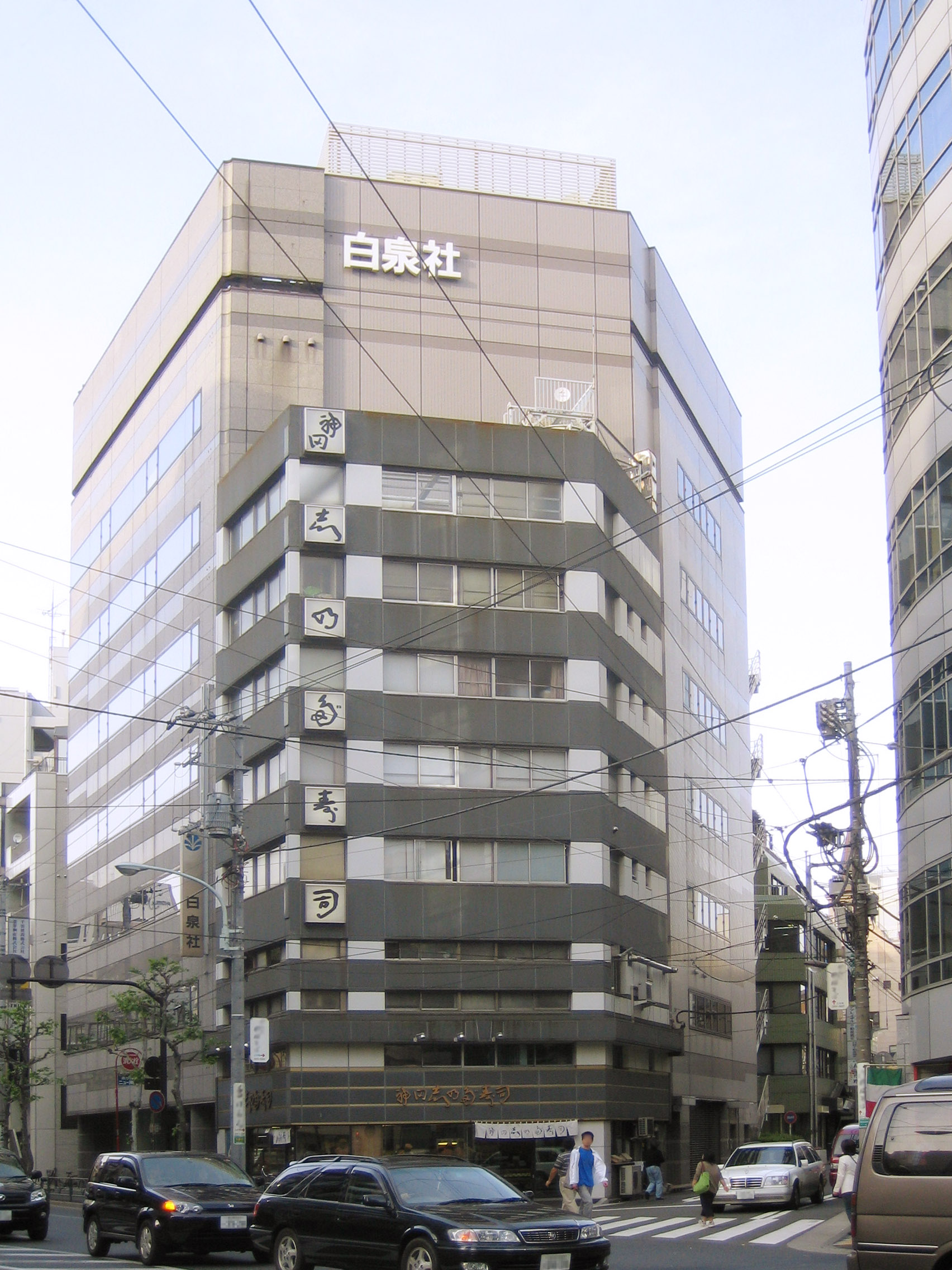
Siège de Hakusensha

## Magazines édités
- Hana to yume
- Bessatsu Hana to yume
- Young Animal, (seinen manga)
- LaLa
- LaLa DX, (shōjo manga)
- Silky
- Moe
- Melody

## Mangas édités
Une liste plus complète est visible dans la catégorie manga publié par Hakusensha.
- L'Académie Alice
- Ai Yori Aoshi
- Ai-Ren ([愛人], Ai-Ren) de Yutaka Tanaka
- Air Master
- Angel Sanctuary
- Baby and Me
- Boku ga Utau to Kimi wa Warau kara de Natsuki Takaya
- Boku wo tsutsumu tsuki no hikari
- Beauty is the Beast (美女が野獣, Bijo ga Yaju?)
- Boy's Next Door
- Berserk
- Bloody Kiss (ブラツデイ キス, Buradī Kisu?) de Furumiya Kazuko
- Blue Sonnet (紅い牙 ブルーソネット, Akai Kiba Burū Sonetto?)
- Billion Girl (ビリオンガール, Birion Gaaru (￥Juuoku Shōjo)?)
- Blood Hound (夜型愛人専門店−ブラッドハウンド−DX, Yorugata Aijin Senmonten?)
- Chocotto Sister (ちょこッとSister?)
- Namaikizakari [Cheeky Love]
- Dear School Gang Leader
- Detroit Metal City de Kiminori Wakasugi
- Dominion: Tank Police
- Karen no Fasunā (カレンのファスナー?) de Tono
- Fairy Cube
- Kare Kano
- KimiKiss
- This Ugly and Beautiful World
- Faster than a Kiss (キスよりも早く, Kiss yori mo Hayaku?) de Meca Tanaka
- From Far Away (彼方から, Kanata Kara?)
- Fruits Basket
- Fun Fun Factory (funfun工房, Fan Fan Fakutorī?)
- Glass no Kamen
- Global Garden
- Godchild
- Captive Heart (とらわれの身の上, Toraware no Minoue?)
- Gatcha gacha (ガッチャガチャ?)
- Gum Trouble (ガムふんじゃった, Gamu Funjatta?)
- Harukanaru toki no naka de
- Hana-Kimi
- Himawari!
- Here is Greenwood (ここはグリーン・ウッド, Koko wa Gurīn'uddo?)
- Holyland
- Host Club
- Inumimi (いぬみみ?)
- Jū Ō Sei (獣王星?)
- Kamaboko Nikki de Reiko Terashima
- Kichijō Kajin (吉祥花人?) de Shio Satō
- Kamisama School
- M to N no Shōzō (MとNの肖像, M to N no Shōzō?) de Tachibana Higuchi
- Mai Ball! (マイぼーる!) de Sora Inoue
- Meru Puri
- Meine Liebe
- Millennium Snow
- Mouse (マウス, Mausu?)
- My Balls (オレたま, Ore Tama?) de Shigemitsu Harada & Takahiro Seguchi
- Mugen Spiral (夢幻スパイラル, Mugen Supairaru?) de Mizuho Kusanagi
- Natsume Yūjin-Chō (夏目友人帳?) de Yuki Midorikawa
- Never Give Up! (ネバギバ!, Neba Giba!?) de Hiromu Mutou
- Natsu e no Tobira (夏への扉?) de Keiko Takemiya
- Nosatsu Junkie
- Nurse Witch Komugi
- La Corda d'Oro
- Land of the Blindfolded
- Le dernier été de mon enfance (トムソーヤ, Tom Sawyer?) de Shin Takahashi
- Les Descendants des ténèbres
- Legend of Chun Hyang
- Library Wars: Love & War de Hiro Arikawa
- Ludwig Revolution
- Otomen'' d'Aya Kanno
- Outlanders de Johji Manabe
- Patalliro! (パタリロ!?) de Mineo Maya
- Papa to Kiss in the Dark (パパとKISS IN THE DARK, Papa to Kiss in the Dark?) de Nambara Ken
- Princesse Kaguya
- Please Save My Earth
- Ceux qui ont des ailes
- Ryū no Hanawazurai (龍の花わずらい?) de Nari Kusakawa
- S.A Special a Class
- Sangatsu no Lion
- Satisfaction Guaranteed (よろず屋東海道本舗, Yorozuya Toukaidō Honpo?)
- Shinigami no ballad
- Skip Beat! de Yoshiki Nakamura
- Soul Rescue (ソウルレスキュー?)
- Step up, Love Story
- Suicide Island
- Sukeban Deka de Shinji Wada
- Twinkle Stars
- Tokyo Crazy Paradise (東京クレイジーパラダイス?)
- Vampire Knight de Matsuri Hino
- Venus wa kataomoi - Le grand amour de Vénus
- Venus Capriccio (ヴィーナス綺想曲?) de Nishikata Mai
- W Juliet
- WANTED de Matsuri Hino
- Wild Ones (アラクレ, Arakure?) de Fujiwara Kiyo
- Yubisaki Milk Tea (ゆびさき ミルク ティー, Yubisaki Miruku Tī?)
- Zig Zag (ZIG☆ZAG) de Yuki Nakaji